# Pilene
Pilene (en grec antic Πυλήνη) era una ciutat d'Etòlia que Homer menciona al "Catàleg de les naus" a la Ilíada. Estava situada entre el riu Aqueloos i l'Evenos.
Plini el Vell diu que es trobava al golf de Corint, i devia haver existit en època històrica. Estrabó diu que a la seva època només quedaven restes de l'antiga ciutat, i que els seus habitants s'havien traslladat a una nova ciutat que anomena Pròsquion (Πρόσχιον). El lloc on es trobava Pilene és desconegut.